# Lyngør fyr
Lyngør fyr (oder Lyngør fyrstasjon) ist ein Leuchtturm auf der kleinen Schäre Kjeholmen in der Kommune Tvedestrand in der norwegischen Provinz Agder.

## Lage
Die nur 300 × 400 Meter große felsige Insel Kjeholmen liegt nur wenige hundert Meter nordöstlich von Lyngøy, der Hauptinsel des nur per Boot erreichbaren Dorfs Lyngør vor der Südostküste Norwegens am Skagerrak, zwischen Larvik und Arendal.

## Anlage
Das Leuchtfeuer von Lyngør auf der Südspitze der kleinen Insel Kjeholmen ist ein im Jahre 1879, gleichzeitig und nahezu baugleich mit dem etwa 40 Seemeilen weiter südwestlich gelegenen Leuchtfeuer Homborsund, errichtetes und in Betrieb genommenes Küstenfeuer. Das zweigeschossige Hauptgebäude mit dem Leuchtturm an seiner seeseitigen Giebelfront ist ein frühes Beispiel von Betonbauten in Norwegen und ein schöner Vertreter der größeren und komplexen norwegischen Leuchtfeueranlagen. 1946 wurde es durch ein Maschinenhaus erweitert, um Generatoren und Kompressoren unterzubringen, und das einstige Toilettengebäude wurde zum Assistentenwohnhaus umgebaut.
Außer dem Leuchtturm-Gebäude mit Wohnhaus, dem Maschinenhaus und dem einstigen Assistentenwohnhaus besteht die Anlage aus mehreren Nebengebäuden sowie einer Anlegestelle mit zwei Bootshäusern am Nordufer der Insel.
1997 wurde die Anlage in die Liste geschützter Baudenkmäler aufgenommen.
Das Leuchtfeuer wurde 2004 automatisiert, und der Leuchtturmwärter wurde abgezogen.

## Heutige Nutzung
Das ehemalige Wohnhaus und der Anbau sind zu Ferienhütten mit jeweils 11 Betten umgestaltet worden und mit modernen sanitären Einrichtungen ausgestattet. Sie können das ganze Jahr hindurch von Besuchern genutzt werden und werden von der Aust-Agder Tourismusvereinigung vermietet.

## Bilder

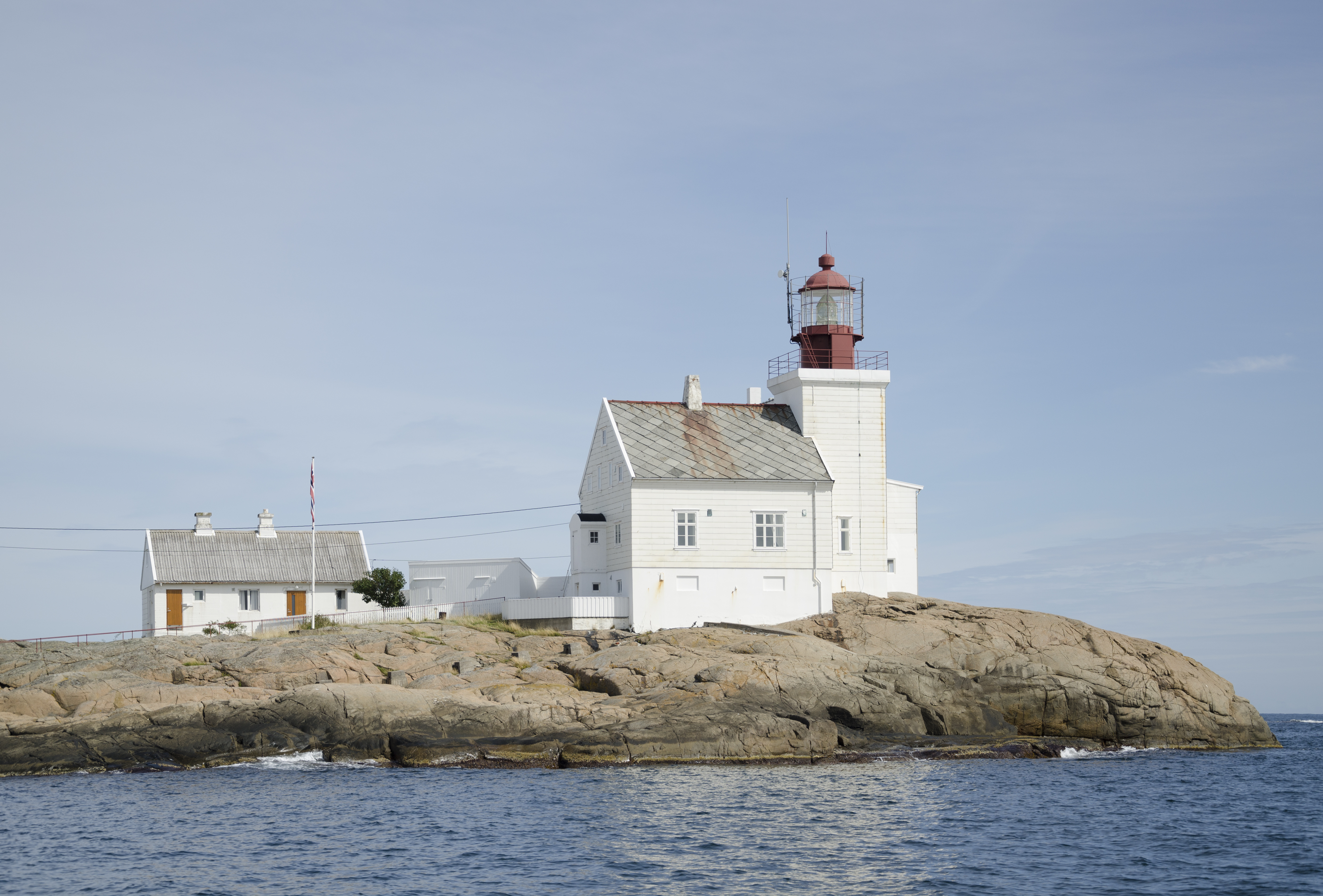
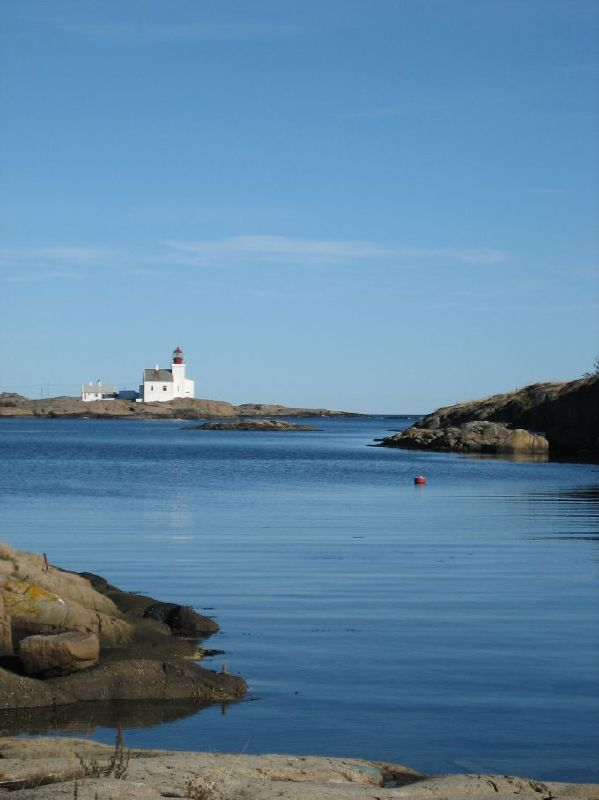
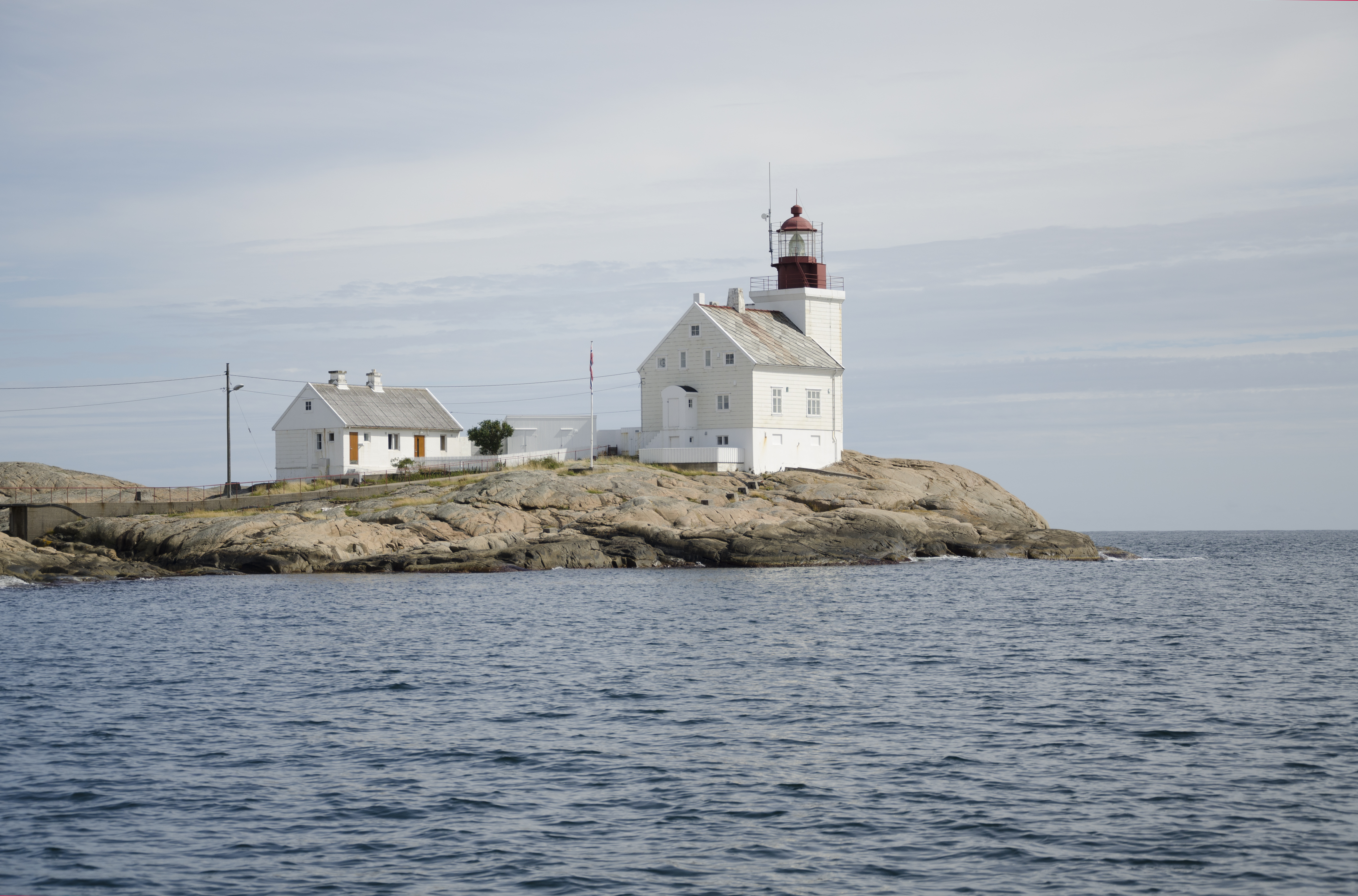
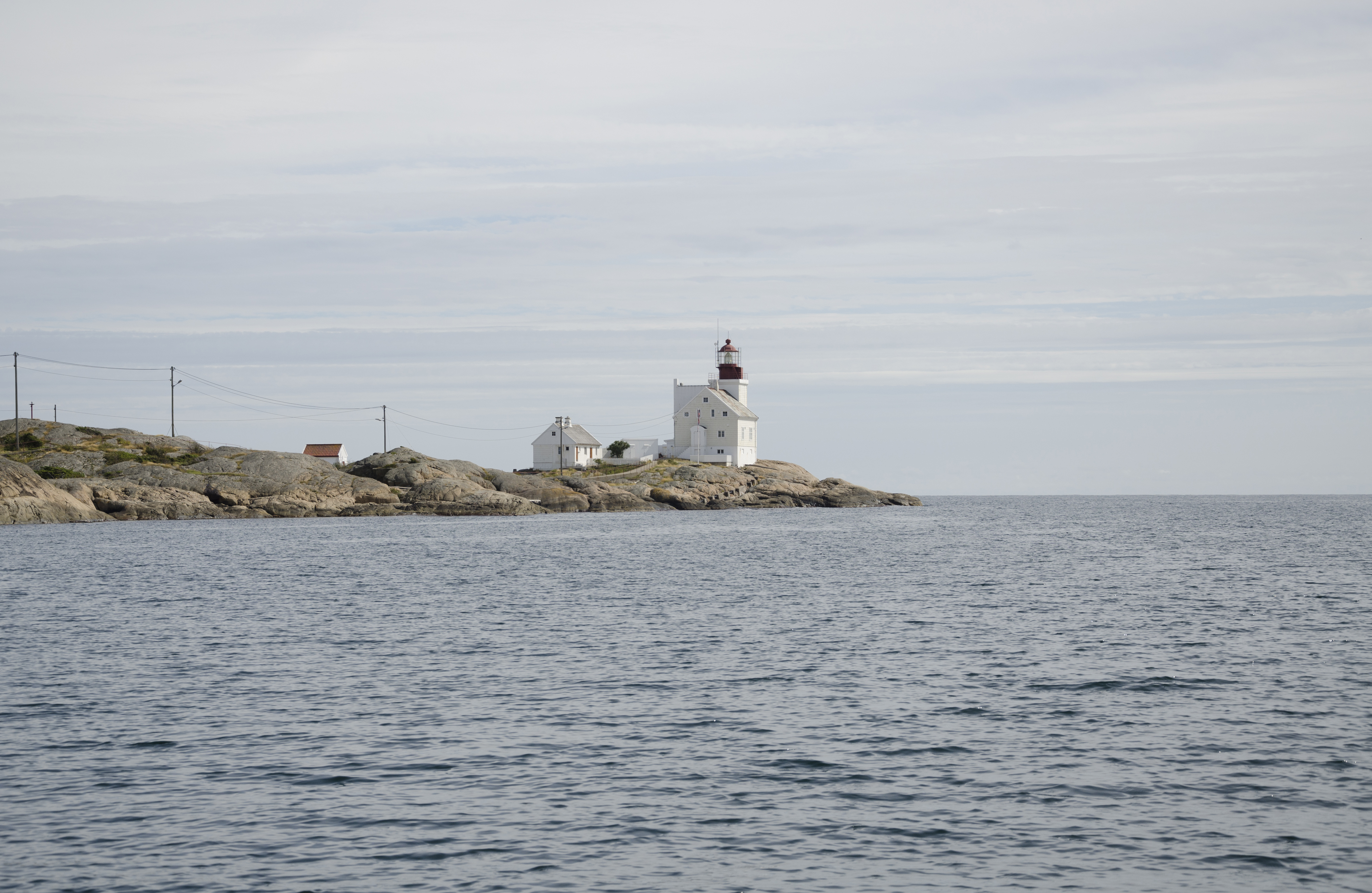